# Porrorhachis
Porrorhachis é um género botânico pertencente à família das orquídeas (Orchidaceae).